# Spencer Monroe
Spencer Monroe é um personagem fictício da série de quadrinhos em preto e branco The Walking Dead, sendo interpretado por Austin Nichols na série de televisão de mesmo nome, produzida e exibida pela AMC.

## Biografia

### Quadrinhos
Spencer nasceu em Ohio, e foi criado por seus pais, Regina e Douglas Monroe. Ele era estudante e, graças à alta posição governamental de seu pai, politicamente falando, ele teve uma boa vida.
Quando o surto começou, Spencer e seus pais viajaram pelo país até chegarem em Alexandria, Virginia, e, junto a outras famílias criaram a comunidade de Alexandria e habitaram ali sem ter que lidar com o que havia do lado de fora de seus muros. Depois de muito tempo na comunidade, os recrutadores Aaron e Eric encontram um grupo de sobreviventes, liderados por Rick Grimes e os leva até ali. O pai de Spencer, Douglas Monroe, que é o líder de Alexandria, decide deixar esses sobreviventes morar na zona segura e resolve lhes dar uma festa de boas vindas, onde Spencer se interessa por Andrea e resolve conversar com ela. Eles começam a se conhecer e ele a convida para um jantar particular em sua casa.
Andrea aceita o convite e comparece ao jantar. Ali, eles conversam bastante e Andrea lhe diz que não quer um relacionamento sério naquele momento, pois perdeu recentemente uma pessoa que amava muito (Dale). No meio da conversa, eles avistam pela janela um homem andando com um faca, e o seguem pra ver o que estava acontecendo. No entanto, quando saem do lado de fora, Spencer vê sua mãe, Regina, sendo esfaqueada por Pete.
Algum tempo depois, uma horda de zumbis cerca a comunidade por completo e ameaça a segurança de todos. Andrea fica presa na torre de vigia e Spencer se junta a Glenn e Heath para levar suprimentos para ela, mas acabam presos com Andrea em um telhado do lado de fora da comunidade. Lá de cima, Spencer vê a situação e sugere que ele e Andrea abandonem a comunidade e os que habitam ali (inclusive seu pai) e sigam por conta própria, se mostrando um homem fraco e covarde. Porém, ela não o ouve e decide voltar à Alexandria e os ajuda a combater os zumbis. Antes de retornar, Andrea deixa claro à Spencer que qualquer chance que ele tinha com ela, acabou. Chegando de volta à comunidade, eles ajudam Rick e os demais contra os zumbis e, após vencê-los, Spencer descobre que seu pai morreu e fica em choque.
Depois de alguns dias, Spencer tenta se desculpar com Andrea várias vezes, mas ela está muito frustrada com o caráter deste e continua decidida em não começar um relacionamento com ele.
Após a morte de Douglas, Rick Grimes assume a liderança da comunidade e Spencer fica revoltado com isso. Uma nova ameaça surge, os Salvadores, e Spencer, sob liderança de Rick, ajuda a combater os ataques que eles fazem. Meses e passam e Rick e Andrea começam um relacionamento. Spencer fica com raiva de Rick novamente e começa a tramar um plano contra ele. Depois de criar um plano contra Rick, Spencer vai até a igreja do padre Gabriel e ora a Deus, pedindo forças para "fazer o que precisa ser feito".
Rick Grimes vai até uma o Reino para fazer acordos com Ezekiel e Spencer fica responsável em Alexandria. Nesse tempo, Negan e os Salvadores vão até ali para arrecadar os suprimentos da comunidade. Spencer vai até Negan e lhe diz que é filho do antigo líder, Douglas Monroe, e se oferece pra liderar no lugar de Rick dando apoio aos Salvadores. Negan fica irritado e diz que Spencer não tem estômago pra liderar e nem pra conspirar contra Rick pelas costas. Furioso, Negan estripa Spencer dentro da comunidade, matando-o imediatamente. Com ironia, Negan ainda diz que estava enganado e que agora vê o estômago de Spencer..

### Série de TV

Spencer Monroe sendo interpretado por Austin Nichols, na série de televisão.

#### Quinta temporada
Spencer Monroe vivia com sua família em Ohio, porém, quando o surto começou eles estavam no estado da Virginia e foram obrigados pelo exército a irem para um bairro fortificado e seguro na cidade de Alexandria. Após alguns dias o exército fugiu e deixou os sobreviventes à própria sorte e sua mãe, Deanna Monroe, acabou se tornando líder do bairro. Ela e os sobreviventes que estavam ali, ergueram os muros ao redor de alguns quarteirões e criaram a comunidade de Alexandria.
Após alguns anos, os recrutadores da comunidade Aaron e Eric encontraram um grupo de sobreviventes (liderados por Rick Grimes) e os levaram para lá. Todos os membros do grupo passaram pela aprovação de Deanna, a qual deu uma função para cada sobrevivente. Logo em seguida, foi realizada uma festa de boas vindas para o grupo, onde Spencer recepcionou Sasha timidamente e mostrou interesse por ela.
Dias depois, Aiden sai com alguns sobreviventes para coletar suprimentos, porém, morre durante a busca, deixando Spencer e sua família de luto por eleNo dia seguinte, Spencer testemunha a luta de Rick Grimes e Pete Anderson na comunidade e, assim como os moradores dali, espera a decisão final de sua mãe sobre os dois. Deanna decide marcar uma reunião para decidir o futuro de Rick Grimes e todas as pessoas que residem em Alexandria são convidadas para participar da discussão. Spencer estava de guarda no portão e o padre Gabriel Stokes decide dar uma volta fora da comunidade. Quando este retorna, Spencer pede pra ele fechar o portão, pois seu turno acabou e ele vai pra reunião. O padre não fecha o portão corretamente e deixa uma brecha aberta.
Na reunião, ele escuta as pessoas da cidade e membros do grupo de Rick falando sobre Rick e sua permanência ali. Após alguns minutos, Rick chega com um zumbi morto e diz que o matou dentro dos muros. Spencer logo é enviado por sua mãe para verificar o portão. A reunião continua, e, num certo momento, aparece Pete Anderson bêbado e com um facão para matar Rick, mas, acidentalmente, corta a garganta de Reg e é morto por Rick, após Deanna dar a autorização.